# Oxyagrion zielmae
Oxyagrion zielmae là một loài chuồn chuồn kim trong họ Coenagrionidae.
Oxyagrion zielmae được miêu tả khoa học năm 2006 bởi Costa, De Souza & Muzón.